# Liste des maires de Bort-les-Orgues
Cet article dresse une liste par ordre de mandat des maires de Bort-les-Orgues.

## Liste des maires
| Nom           | Nom                            | Période                          | Parti         | Notes |
| XVIIIe siècle | XVIIIe siècle                  | XVIIIe siècle                    | XVIIIe siècle | XVIIIe siècle |
| ------------- | ------------------------------ | -------------------------------- | ------------- | --- |
|               | Jérôme Merveville              | 1789 - 1795                      |               | Premier maire de Bort élu |
|               | Pierre-Joseph Dalboy           | 1795 - 1798                      |               | |
|               | Jean-Baptiste Yvernat          | 1798 - 19 mai 1800               |               | |
| XIXe siècle   |                                |                                  |               | |
|               | François Porte                 | 19 mai 1800 - 25 mai 1800        |               | |
|               | François Marigny               | 25 mai 1800 - 1814               |               | |
|               | François Mathieu               | 1814 - 1816                      |               | |
|               | M. Porte-Chassaignac           | 2 février 1816 - 15 février 1816 |               | |
|               | Octavin de Bort de Pierrefitte | 15 février 1816 - 1830           |               | |
|               | Jean-Baptiste Forsse           | 1830 - 1837                      |               | |
|               | Jean-Baptiste Mathieu          | 1837 - 1840                      |               | |
|               | Jean-Baptiste Forsse           | 1840 - 25 mars 1848              |               | |
|               | Léon Forsse                    | 25 mars 1848 - 21 août 1848      |               | Avocat Conseiller général du Canton de Bort-les-Orgues (1848 → 1871) |
|               | Jean-Baptiste Barbat-Duclozel  | 21 août 1848 - 1851              |               | |
|               | Jean-Baptiste Chassaingt       | 1851 - 1858                      |               | |
|               | Léon Forsse                    | 1858 - 1868                      |               | Conseiller général du Canton de Bort-les-Orgues (1848 → 1871) |
|               | François Auguste Lecler        | 1868 - 1871                      |               | |
|               | Régis Lumet-Lajonquieres       | 1871 - 1873                      |               | |
|               | Jean-Baptiste Megemont         | 1873 - 1878                      |               | |
|               | Marie-Jean-François Broquin    | 1878 - 1878                      |               | |
|               | Jean-Baptiste Léon Theyssier   | 1878 - 1880                      |               | |
|               | Gabriel Pourmarat              | 1880 - 1881                      |               | |
|               | Guillaume Chadefaud            | 1881 - 1885                      |               | |
|               | François Raboisson             | 1885 - 12 juillet 1885           |               | |
|               | Jacques Donadieu               | 13 juillet 1885 - 5 mai 1886     |               | |
|               | Léon Theyssier                 | 6 mai 1886 - 16 mai 1886         | Républicain   | Médecin Conseiller général du Canton de Bort-les-Orgues (1871 → 1898) |
|               | Jacques Faucher                | 17 mai 1886 - 16 mai 1900        | Rad.          | Notaire Conseiller général du Canton de Bort-les-Orgues (1898 → 1904) |
| XXe siècle    |                                |                                  |               | |
|               | Jean Parre                     | 20 mai 1900 - 18 mai 1912        | Républicain   | Conseiller général du Canton de Bort-les-Orgues (1904 → 1919) |
|               | Marius Minier                  | 19 mai 1912 - 16 mai 1925        |               | |
|               | Jean-Baptiste Brun             | 17 mai 1925 - 14 août 1944       | Rad.          | Industriel Conseiller général du Canton de Bort-les-Orgues (1934 → 1940) Président du Conseil départemental (1942 → 1945) |
|               | Albert Sardain                 | 8 décembre 1944 - 18 mai 1945    | PCF           | Mécanicien-machiniste puis pâtissier Conseiller général du Canton de Bort-les-Orgues (1945 → 1951) |
|               | Henri Pallut                   | 19 mai 1945 - 21 mars 1959       | SFIO          | Médecin Conseiller général du Canton de Bort-les-Orgues (1951 → 1970) |
|               | Joseph Lachaze                 | 22 mars 1959 - 6 avril 1964      |               | |
|               | Jean-Baptiste Papon            | 7 avril 1964 - 21 mars 1971      | UDR           | Médecin Conseiller général du Canton de Bort-les-Orgues (1970 → 1974) |
|               | Roger Guillard                 | 22 mars 1971 - 6 mars 1983       | UDR puis RPR  | Chevalier de la Légion d’honneur |
|               | Jean-Pierre Dupont             | 6 mars 1983 - 11 mars 2001       | RPR           | Conseiller général du Canton de Bort-les-Orgues (1974 → 2015) Conseiller régional du Limousin (1986 → 1992) Président du Conseil général de la Corrèze (1992 → 2008) Député de la Corrèze (1995 → 2012)                                                                                    |
| XXIe siècle   |                                |                                  |               | |
|               | Nathalie Delcouderc-Juillard   | 11 mars 2001 - 23 mai 2020       | PS            | Conseillère régionale du Limousin puis de Nouvelle-Aquitaine (2004 → 2021) 11e puis 1re Vice-présidente du Conseil régional du Limousin (2010 → 2015) Présidente de la CC Val et plateaux bortois (2014 → 2016) 6e Vice-présidente du Conseil régional de Nouvelle-Aquitaine (2016 → 2017) |
|               | Éric Ziolo                     | Depuis le 23 mai 2020            | LR            | Cadre territorial Conseiller départemental du canton de Haute-Dordogne (2021 → ) |

## Résultats des élections municipales

### Élection municipale de 2020
| Tête de liste  | Tête de liste  | Premier tour | Premier tour | Sièges | Sièges |
| Tête de liste  | Tête de liste  | Voix         | %            | CM     | CC     |
| -------------- | -------------- | ------------ | ------------ | ------ | ------ |
|                | Éric Ziolo     | 701          | 100          | 23     | 6      |
|                |                |              |              |        |        |
| Inscrits       | Inscrits       | 1 900        | 100,00       |        |        |
| Abstentions    | Abstentions    | 942          | 49,58        |        |        |
| Votants        | Votants        | 958          | 50,42        |        |        |
| Blancs ou nuls | Blancs ou nuls | 257          | 26,83        |        |        |
| Exprimés       | Exprimés       | 701          | 73,14        |        |        |

### Élection municipale de 2014
| Tête de liste            | Tête de liste                  | Liste          | Premier tour | Premier tour | Sièges | Sièges |
| Tête de liste            | Tête de liste                  | Liste          | Voix         | %            | CM     | CC     |
| ------------------------ | ------------------------------ | -------------- | ------------ | ------------ | ------ | ------ |
|                          | Nathalie Delcouderc-Juillard * | LSOC           | 943          | 67,84        | 20     | 11     |
|                          | Jacqueline Delevoye Dal-Farra  | LDIV           | 447          | 32,15        | 3      | 2      |
|                          |                                |                |              |              |        |        |
| Inscrits                 | Inscrits                       | Inscrits       | 2 109        | 100,00       |        |        |
| Abstentions              | Abstentions                    | Abstentions    | 585          | 27,78        |        |        |
| Votants                  | Votants                        | Votants        | 1 521        | 72,22        |        |        |
| Blancs ou nuls           | Blancs ou nuls                 | Blancs ou nuls | 131          | 8,61         |        |        |
| Exprimés                 | Exprimés                       | Exprimés       | 1 390        | 91,39        |        |        |
| * Liste du maire sortant |                                |                |              |              |        |        |

### Élection municipale de 2008
| Tête de liste            | Tête de liste                  | Liste          | Premier tour | Premier tour | Sièges |
| Tête de liste            | Tête de liste                  | Liste          | Voix         | %            | CM     |
| ------------------------ | ------------------------------ | -------------- | ------------ | ------------ | ------ |
|                          | Nathalie Delcouderc-Juillard * | LUG            | 962          | 53,83        | 21     |
|                          | Philippe Brun                  | LDVD           | 825          | 46,17        | 6      |
|                          |                                |                |              |              |        |
| Inscrits                 | Inscrits                       | Inscrits       | 2 396        | 100,00       |        |
| Abstentions              | Abstentions                    | Abstentions    | 501          | 20,91        |        |
| Votants                  | Votants                        | Votants        | 1 895        | 79,09        |        |
| Blancs ou nuls           | Blancs ou nuls                 | Blancs ou nuls | 108          | 5,70         |        |
| Exprimés                 | Exprimés                       | Exprimés       | 1 787        | 94,30        |        |
| * Liste du maire sortant |                                |                |              |              |        |

### Élection municipale de 2001
| Tête de liste            | Tête de liste                | Liste          | Premier tour | Premier tour | Sièges |
| Tête de liste            | Tête de liste                | Liste          | Voix         | %            | CM     |
| ------------------------ | ---------------------------- | -------------- | ------------ | ------------ | ------ |
|                          | Nathalie Delcouderc-Juillard | LDVG           | 932          | 50,03        |        |
|                          | Jean-Pierre Dupont *         | LDR            | 931          | 49,97        |        |
|                          |                              |                |              |              |        |
| Inscrits                 | Inscrits                     | Inscrits       | 2 529        | 100,00       |        |
| Abstentions              | Abstentions                  | Abstentions    | 505          | 19,97        |        |
| Votants                  | Votants                      | Votants        | 2 024        | 80,03        |        |
| Blancs ou nuls           | Blancs ou nuls               | Blancs ou nuls | 161          | 7,95         |        |
| Exprimés                 | Exprimés                     | Exprimés       | 1 863        | 92,05        |        |
| * Liste du maire sortant |                              |                |              |              |        |